# AMD Phenom
Phenom是AMD採用K10微架構的處理器系列之一，型號分別為四核心（Phenom X4 9000系列，代號：Agena）及三核心（Phenom X3 8000系列 代號：Toliman），而AMD Quad FX 平臺（代號：Agnena FX）的高階產品會以Phenom FX的名義推出。大多數產品均使用Socket AM2+插槽，只有部份高階FX型號會使用Socket F+插槽。Phenom處理器在中國大陆的官方中文名稱為「羿龍」，而台灣則譯為「飛龍」，俗稱「肥龍」。
AMD Phenom處理器和之前所推出的Athlon X2處理器除了核心數量的不同外，另一個最大的不同點在於，Phenom處理器還額外整合至少2MB的L3快取記憶體。
AMD Phenom 9000系列是真正的四核心處理器，意思是它在同一片晶片上即包含四個處理核心，而Intel的四核心處理器Core 2 Quad則是利用多晶片模組（MCM）的方式，將兩個雙核心處理器的晶片安置在同一個基座上，然後兩片晶片之間再以bus互相連接。

## 現況
2007年11月19日，AMD發佈兩款Phenom四核心處理器，型號分別為Phenom 9500及9600。但由於Phenom B2步進核心中，一項有關於TLB的錯誤，導致目前所有Phenom B2步進核心的處理器均無法順利提高時脈，也無法推出更高時脈的Phenom 9700與9900。AMD在2008年發佈B3步進核心來修正TLB的錯誤以提高時脈。Phenom 2.3GHz的B2核心只等於B3核心 2.0GHz。不过因为Barcelona跟Phenom一样，同样出现缓存中的缓冲器故障的问题，（外界普遍认为这个问题其实就是：TLB Erratum）AMD不得不推迟Barcelona的大批量出货。
　Phenom是原生4核心並內建記憶體控制器，在特定用途上（如一些server）有其優勢；但在個人電腦的部分，由於製程較競爭對手落後，使得耗電量較高、效能也較低，只有B3版本勉強可以與對手Intel Core 2處理器65nm版本競爭。在2008年第一季，Intel 45nm處理器一直因缺乏競爭對手而處於缺貨及漲價狀況。
　2008年1月18日，AMD執行長Hector Ruiz在季度財務會議上告訴分析師，AMD已解決嚴重影響Barcelona核心的Opteron和Phenom處理器生產、出貨的TLB Bug。三核心的Phenom 8000系列和65W低功耗的四核心Phenom 9100E將在第一季度發佈，「更高頻率的（四核心Phenom）會在第二季度跟進」。此外，Hector Ruiz還表示AMD已經製造出了45nm製程的Opteron處理器，他也對初期結果感到非常「滿意」，並預計在2008年下半年正式投產45nm處理器。這比AMD先前提出的上半年發佈、年中投產45nm處理器的預定時程要稍晚一些，而且這也同時意味著AMD在製程方面仍會繼續的落後Intel將近一年的時間。
　AMD於2008年第二季度推出B3步進的Phenom 9600處理器，也已經供貨。此外，為了令消費者不會被新舊版本混淆，原定命名為 Phenom 8700、9700及9900的B3 Stepping核心，將會易名為 Phenom 8750、9750及9950，加強消費者購買信心。
　2008年3月27日，AMD正式發佈了業界首創的三核心處理器「Phenom X3 8000」系列、新B3 Stepping的四核心「Phenom X4 9x50」系列，還有一款功耗僅65W的節能型9100e。AMD同時也恢復了以X4標註四核心、X3標註三核心的型號命名方式，LOGO上也都加上X4、X3字樣，這樣就更方便得讓用戶分辨產品類型。其中Phenom X3 8400/8600與Phenom X4 9100e處理器暫時僅供給OEM和系統整合商，不提供零售。
　AMD在2008年12月，發佈了基於 45nm 製程的Phenom II處理器，第一批Phenom II X4 處理器時脈為2.8Ghz（X4 920）和3.0Ghz（X4 940），內建DDR2記憶體控制器，仍使用AM2+插座。主要L3快取由2MB提升至6MB、IPC（每時脈週期指令數）也進行最佳化，2009年2月，AMD發佈了第二批Phenom II X4 處理器，使用AM3插座，並支援DDR3記憶體。

## 產品型號
AMD由2007年第4季開始推出Phenom處理器，現已推出了B3步進的四核「Phenom X4」（9x50系列，Agena核心）和三核「Phenom X3」（8x50系列，Toliman核心），詳見AMD Phenom處理器列表。

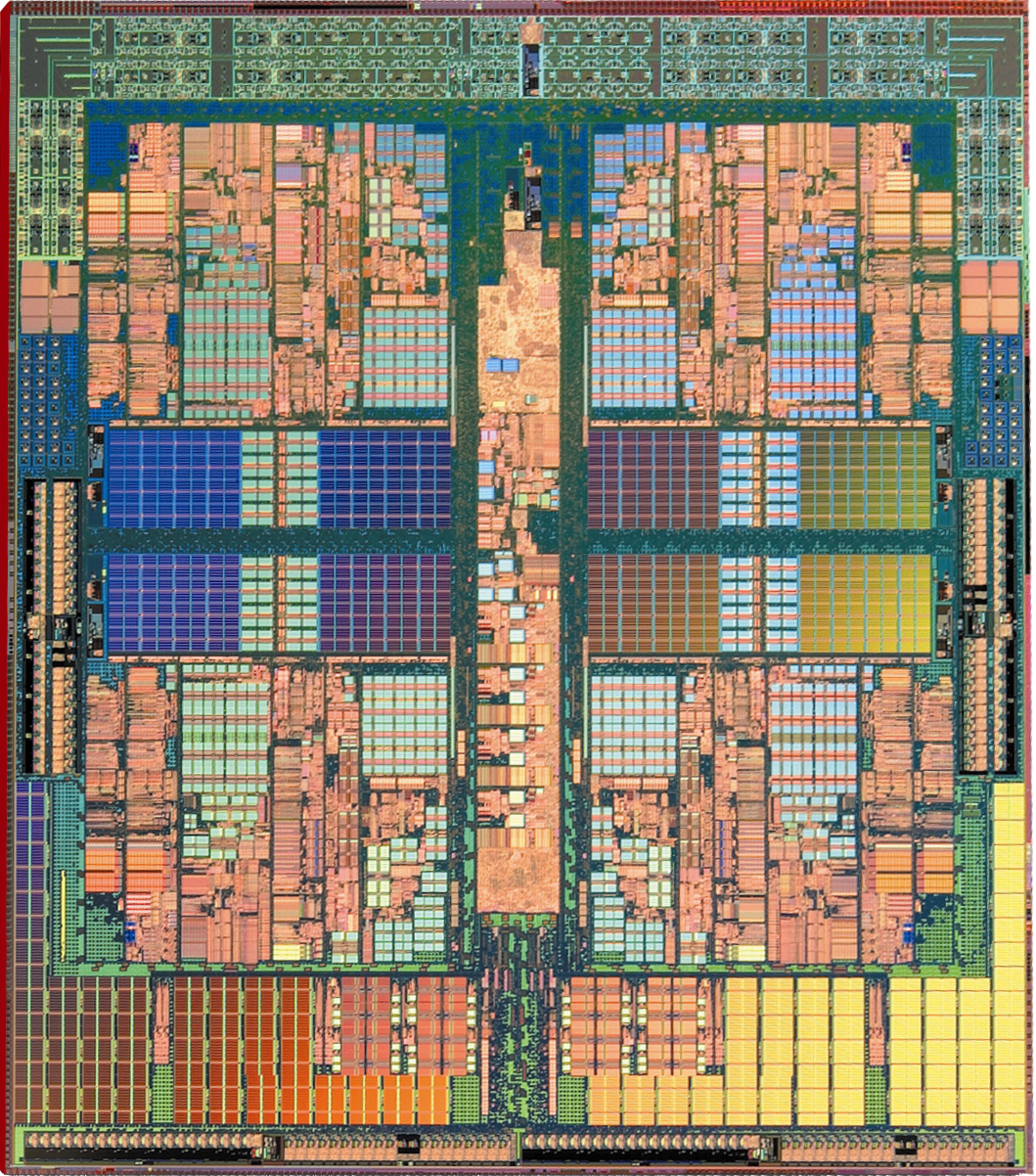
Phenom的積體電路

　另外，AMD於2008年下半年推出45nm處理器，Phenom FX的核心將會是Deneb FX，四核核心代號為Deneb，三核核心代號為Heka，雙核核心代號則為Regor。這些處理器於2008年尾至2009年頭推出，支援DDR3記憶體，並擁有更大容量的L3快取（6 MBytes）。
　Deneb FX命名為Phenom FX 80與Phenom FX 82，其最高倍頻從16x提升至25x，最高可提升至200x25等於5GHz，2.3Ghz的Deneb核心耗電量也僅有57.3w。Phenom FX 80與Phenom FX 82的預設時脈將分別為4.0GHz與4.4GHz。在相同頻率下，時脈4.0GHz的Phenom FX 80效能已可超越5.0GHz的Intel Kentsfield。
　採用45nm製程之後的Phenom II X4系列，時脈最低的也有2.5 GHz（Phenom II X4 805），最高則可以到3.0 GHz（Phenom II X4 945 AM3版本）。而且隨後推出的AM3規格Phenom II X4系列，TDP最高只會有125W。Phenom II X4 940、Phenom II X4 920都是採用AM2+規格，而它們也是Phenom II X4 系列裡，唯一非AM3規格的產品，Phenom II 新增特性如下：
- Smart Fetch
- L3 Cache Index Disable
- Cool'n'Quiet 3.0

　AMD後續再推出AM3規格的Phenom II X4 925、Phenom II X4 910，這兩款都屬於900系列，另外還會有800系列，Phenom II X4 810、Phenom II X4 805。而900和800這兩個系列的差別，主要是在L3快取的大小，900系列為6MiB、800系列為4MiB。至於三核心系列的部份則會有Phenom II X3 720、Phenom II X3 710兩顆，L3快取為6MB。
而基於Athlon品牌，AMD推出45nm版本的四核心Athlon X4 615、Athlon X4 605，三核心Athlon X3 420、Athlon X3 410與雙核心Athlon X2 240、Athlon X2 235。

## 外部連結
AMD羿龙2处理器及龙平台同步首发评测

AMD Phenom II X4 940測試以及製程不同的效能差異比較－滄者極限

AMD最新的45nm四核Phenom II X4 940溫度、效能及功耗小測－滄者極限

AMD Phenom II X4 940 ，最新頂級四核CPU深入測試－Taiwan.CNET.com